# André Lotterer
André Lotterer (* 19. listopadu 1981, Duisburg, Německo) je belgicko německý automobilový závodník, účastník 1 Grand Prix v F1. Lotterer je také trojnásobným vítězem slavného závodu 24h Le Mans či ex-továrním jezdcem Audi Sport. V současnosti závodí pro tovární tým Porsche ve Formuli E.
Ve formuli 1 působil jako testovací jezdec stáje Jaguar Racing (2001–2002) a v roce 2014 startoval v GP Belgie v barvách stáje Caterham F1.

## Kompletní výsledky
| Legenda k tabulce | Legenda k tabulce                                                                       |
| Barva             | Výsledek                                                                                |
| ----------------- | --------------------------------------------------------------------------------------- |
| Zlatá             | Vítěz                                                                                   |
| Stříbrná          | 2. místo                                                                                |
| Bronzová          | 3. místo                                                                                |
| Zelená            | Bodované umístění                                                                       |
| Modrá             | Nebodované umístění                                                                     |
| Modrá             | Dokončil neklasifikován (NC)                                                            |
| Fialová           | Odstoupil (Ret)                                                                         |
| Červená           | Nekvalifikoval se (DNQ)                                                                 |
| Červená           | Nepředkvalifikoval se (DNPQ)                                                            |
| Černá             | Diskvalifikován (DSQ)                                                                   |
| Bílá              | Nestartoval (DNS)                                                                       |
| Bílá              | Závod zrušen (C)                                                                        |
| Světle modrá      | Pouze trénoval (PO)                                                                     |
| Světle modrá      | Páteční testovací jezdec (TD)                                                           |
| Bez barvy         | Netrénoval (DNP)                                                                        |
| Bez barvy         | Vyřazen (EX)                                                                            |
| Bez barvy         | Nepřijel (DNA)                                                                          |
| Bez barvy         | Odvolal účast (WD)                                                                      |
| Bez barvy         | Nezúčastnil se (prázdné)                                                                |
| Označení          | Význam                                                                                  |
| Tučnost           | Pole position                                                                           |
| Kurzíva           | Nejrychlejší kolo                                                                       |
| †                 | Jezdec nedojel do cíle, ale byl klasifikován, protože odjel více než 90 % délky závodu. |
| ‡                 | Byl udělován poloviční počet bodů, protože bylo odjeto méně než 75 % délky závodu.      |
| Horní index       | Umístění bodujících jezdců ve sprintu                                                   |

### Formule 1
| Rok  | Tým              | Šasi          | Motor                           | 1   | 2   | 3   | 4   | 5   | 6   | 7   | 8   | 9   | 10  | 11  | 12      | 13  | 14  | 15  | 16  | 17  | 18  | 19  | Body | Umístění |
| ---- | ---------------- | ------------- | ------------------------------- | --- | --- | --- | --- | --- | --- | --- | --- | --- | --- | --- | ------- | --- | --- | --- | --- | --- | --- | --- | ---- | -------- |
| 2014 | Caterham F1 Team | Caterham CT05 | Renault Energy F1–2014 1.6 V6 t | AUS | MAL | BHR | CHN | ESP | MON | CAN | AUT | GBR | GER | HUN | BEL Ret | ITA | SIN | JPN | RUS | USA | BRA | ABU | 0    | NC       |

### Formule E
| Rok     | Tým                              | Šasi          | Pohonná jednotka     | 1       | 2      | 3       | 4       | 5      | 6      | 7     | 8     | 9     | 10      | 11     | 12     | 13      | Body | Umístění |
| ------- | -------------------------------- | ------------- | -------------------- | ------- | ------ | ------- | ------- | ------ | ------ | ----- | ----- | ----- | ------- | ------ | ------ | ------- | ---- | -------- |
| 2017–18 | Techeetah                        | Spark SRT01-e | Renault Z.E. 17      | HKG DSQ | HKG 13 | MAR Ret | SAN 2   | MEX 13 | PDE 12 | ROM 3 | PAR 6 | BER 9 | ZUR 4   | NYC 7  | NYC 9  |         | 64   | 8. místo |
| 2018–19 | DS Techeetah                     | Spark SRT05e  | DS E-TENSE FE19      | ADR 5   | MAR 6  | SAN 13  | MEX 5   | HKG 14 | SNY 4  | ROM 2 | PAR 2 | MON 7 | BER Ret | BRN 14 | NYC 17 | NYC Ret | 86   | 8. místo |
| 2019–20 | TAG Heuer Porsche Formula E Team | Spark SRT05e  | Porsche 99X Electric | ADR 2   | ADR 14 | SAN DSQ | MEX Ret | MRK 8  | BER 2  | BER 9 | BER 5 | BER 8 | BER 4   | BER 14 |        |         | 71   | 8. místo |

### CART
| Rok  | Tým               | Šasi        | Motor        | 1   | 2   | 3   | 4   | 5  | 6   | 7   | 8   | 9   | 10  | 11  | 12  | 13  | 14  | 15  | 16  | 17  | 18  | 19     | PJ        | Body |
| ---- | ----------------- | ----------- | ------------ | --- | --- | --- | --- | -- | --- | --- | --- | --- | --- | --- | --- | --- | --- | --- | --- | --- | --- | ------ | --------- | ---- |
| 2002 | Dale Coyne Racing | Lola B02/00 | Ford XF V8 t | MTY | LBH | MOT | MIL | LS | POR | CHI | TOR | CLE | VAN | MDO | ROA | MTL | DEN | ROC | MIA | SRF | FON | MXC 12 | 22. místo | 1    |

### FIA WEC
| Rok     | Tým                   | Třída | Šasi                    | Motor                                   | 1       | 2     | 3       | 4     | 5     | 6      | 7       | 8     | 9     | PJ | Body   |
| ------- | --------------------- | ----- | ----------------------- | --------------------------------------- | ------- | ----- | ------- | ----- | ----- | ------ | ------- | ----- | ----- | -- | ------ |
| 2012    | Audi Sport Team Joest | LMP1  | Audi R18 e-tron quattro | Audi TDI 3.7 L Turbo V6 (Hybrid Diesel) | SEB 11  | SPA 2 | LMS 1   | SIL 1 | SÃO 2 | BHR 1  | FUJ 2   | SHA 3 |       | 1. | 172.5  |
| 2013    | Audi Sport Team Joest | LMP1  | Audi R18 e-tron quattro | Audi TDI 3.7 L Turbo V6 (Hybrid Diesel) | SIL 2   | SPA 1 | LMS 5   | SÃO 1 | COA 3 | FUJ 14 | SHA 1   | BHR 2 |       | 2. | 149.25 |
| 2014    | Audi Sport Team Joest | LMP1  | Audi R18 e-tron quattro | Audi TDI 4.0 L Turbo V6 (Hybrid Diesel) | SIL Ret | SPA 5 | LMS 1   | COA 1 | FUJ 6 | SHA 4  | BHR 4   | SÃO 5 |       | 2. | 127    |
| 2015    | Audi Sport Team Joest | LMP1  | Audi R18 e-tron quattro | Audi TDI 4.0 L Turbo V6 (Hybrid Diesel) | SIL 1   | SPA 1 | LMS 3   | NÜR 3 | COA 2 | FUJ 3  | SHA 3   | BHR 2 |       | 2. | 161    |
| 2016    | Audi Sport Team Joest | LMP1  | Audi R18                | Audi TDI 4.0 L Turbo V6 (Hybrid Diesel) | SIL EX  | SPA 5 | LMS 4   | NÜR 3 | MEX 2 | COA 6  | FUJ Ret | SHA 6 | BHR 2 | 5. | 104    |
| 2017    | Porsche LMP Team      | LMP1  | Porsche 919 Hybrid      | Porsche 2.0 L Turbo V4 (Hybrid)         | SIL 3   | SPA 4 | LMS Ret | NÜR 2 | MEX 2 | COA 2  | FUJ 3   | SHA 3 | BHR 3 | 4. | 129    |
| 2018–19 | Rebellion Racing      | LMP1  | Rebellion R13           | Gibson GL458 4.5 L V8                   | SPA DSQ | LMS 4 | SIL 2   | FUJ 3 | SHA 4 | SEB    | SPA 5   | LMS 4 |       | 5. | 91     |